# Abdou M’Baye
Abdou M’Baye – senegalski piłkarz grający na pozycji bramkarza. W swojej karierze rozegrał 1 mecz w reprezentacji Senegalu.

## Kariera reprezentacyjna
W reprezentacji Senegalu M’Baye zadebiutował 15 marca 1990 w przegranym 0:1 meczu o 3. miejsce Pucharu Narodów Afryki 1990 z Zambią, rozegranym w Algierze. Był to zarazem jego jedyny rozegrany mecz w kadrze narodowej.